# 三浦健二
三浦 健二（みうら けんじ、1946年 - ）は、秋田県出身の元アマチュア野球選手（投手）。

## 来歴・人物
秋田工業高等学校では、エースとして1963年秋季東北大会に進む。1回戦で弘前高と延長12回0-0で日没引き分け、再試合では延長15回1-0でサヨナラ勝ちし話題となる。決勝で秋田商に完封勝ち、翌1964年春の選抜への出場を決めた。しかし大会では、1回戦で海南高の尾崎正司に抑えられ敗退、海南高はこの大会に優勝する。同年夏の選手権にも出場。1回戦で高知高の光内数喜（芝工大－鐘淵化学）と投げ合うが敗退、高知高もこの大会に優勝している。この試合では高知高の四番打者であった有藤通世の顔面に死球を直撃、以後の試合を欠場させることとなった。
卒業後は社会人野球の日本石油に進む。エースとして1965年の産業対抗に出場。5試合に登板し4試合で完投。枝松道輝、広瀬幸司らの打線にも援護され、決勝で武上四郎（河合楽器から補強）、村上公康のいた日本楽器を降し初優勝を飾る。同大会の最高殊勲選手賞を獲得した。同年のドラフト会議で西鉄ライオンズから3位指名を受けたがこれを拒否。翌1966年には平松政次が入社、エースの座を譲る。1966年の第二次ドラフト会議で読売ジャイアンツから4位指名を受けたがこれも拒否。チームは1967年の都市対抗で優勝するが、あまり活躍の場はなかった。しかし大会直後に平松がプロ入り、エースに返り咲く。1968年の都市対抗では3勝、準決勝に進むが河合楽器に敗退。8月にはアラスカ・ゴールドパナーズとの日米親善野球試合に出場した。同年の社会人ベストナインに選出され、ドラフト会議で東京オリオンズから8位指名を受けたが拒否。1970年の都市対抗でも準々決勝に進出するが、三菱重工神戸の橘谷健（川崎重工業から補強）に抑えられ敗退。1971年には奥江英幸が台頭、練習中に打球が直撃するというアクシデントもあり、1972年限りで引退した。その後は、夫人の実家である横浜市内で酒屋を継いでいた。